# Hein Boeken
Hein (Hendrik Jan) Boeken (Amsterdam, 2 december 1861 – aldaar, 19 oktober 1933) was een Nederlandse schrijver en dichter, gelieerd aan de Tachtigers. Hij was een vriend van Willem Kloos.

## Leven en werk
Boeken studeerde klassieke talen te Amsterdam en promoveerde in 1899 op het proefschrift Adnotationes ad Apuleii Metamorphoseon (een boekbespreking van Apuleius' Metamorphoses). Daarna gaf hij les in oude talen en werd directeur van de Brinioschool te Hilversum.
Boeken kwam al op jonge leeftijd in aanraking met De Nieuwe Gids, waarin hij in 1887 zijn eerste sonnetten publiceerde en waarvan hij vervolgens tot aan zijn dood redactielid bleef. Hij was een ‘leerling’ en levenslange vriend van Willem Kloos, die hij al kende uit zijn studietijd en voor wie hij in alle opzichten veel heeft gedaan. Kloos roemt hem in zijn memoires om zijn hulpvaardigheid.

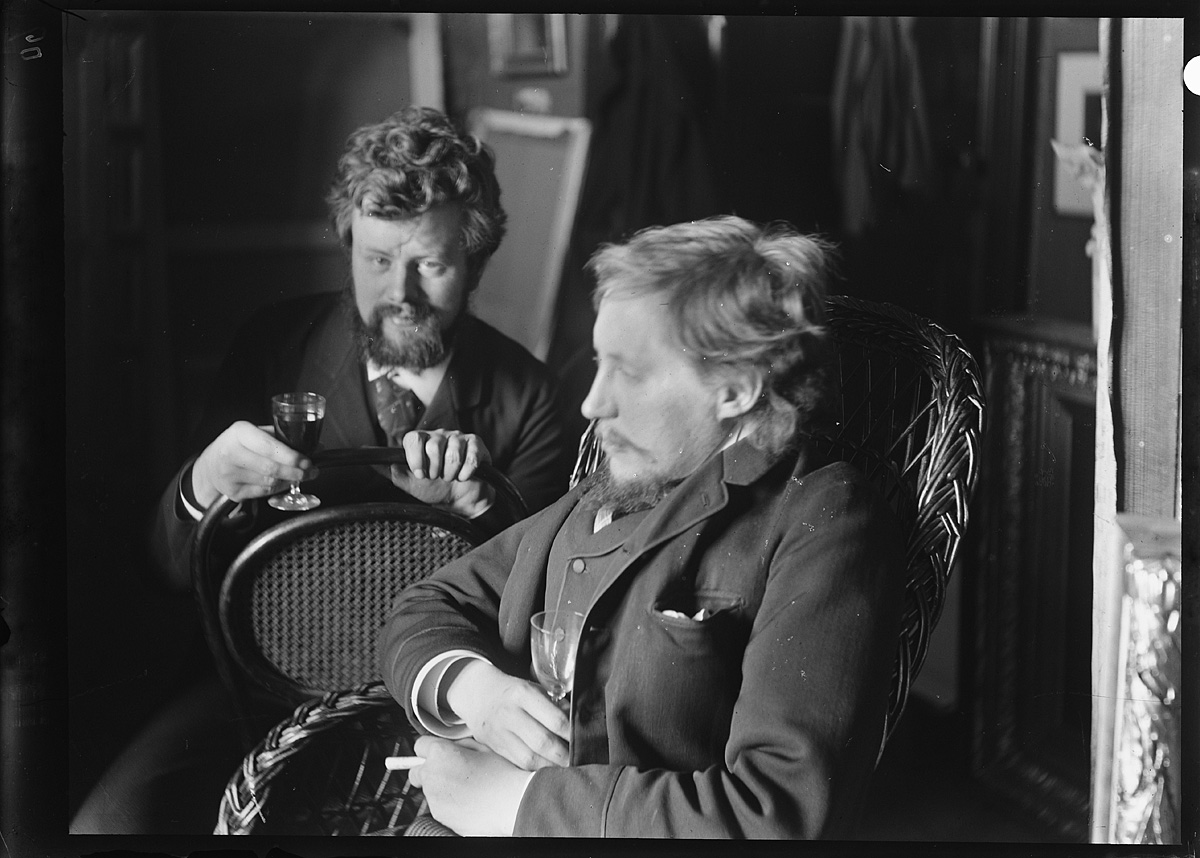
Hein Boeken (links) en Willem Kloos

Boeken las en schreef acht vreemde talen, maar hem ontbrak "die kennis van de wereld en haar wegen, die gewoonlijk de echte dichter en wijsgeer vreemd blijft", aldus G.H. 's-Gravesande in de Encyclopedie van de Wereldliteratuur. ’s-Gravesande noemt hem een soms "kinderlijke geest".
In 1916 stond Hein Boeken terecht voor moord op zijn vrouw. Hij had haar naar eigen zeggen geholpen uit het leven te stappen op het moment dat ze in een psychiatrische inrichting zou worden opgenomen. Hij werd schuldig bevonden aan doodslag, "doch niet strafbaar" geacht vanwege een storing in zijn "verstandelijke vermogens".
Boeken was in zijn tijd vermaard als gelegenheidsdichter die bij elke feestelijkheid een sonnet voordroeg. Zijn literaire verzen zijn van belang omdat Boeken, evenals Albert Verwey, al vroeg experimenteerde met vrij ritme en polymetrie. Mede omdat zijn verzen door deze experimenteerdrift vaak “slecht in het gehoor” liggen is veel van zijn werk inmiddels in de vergetelheid geraakt.

## Versfragment
De blinde en melaatse Violane spreekt:
Zoals de vlam het hout mint dat zij verteert

Zo minde God mij die mijn vlees verteerde

En mij in d'oogen van dien man verneerde

Die tot zijn liefste zoet mij had begeerd

## Bibliografie

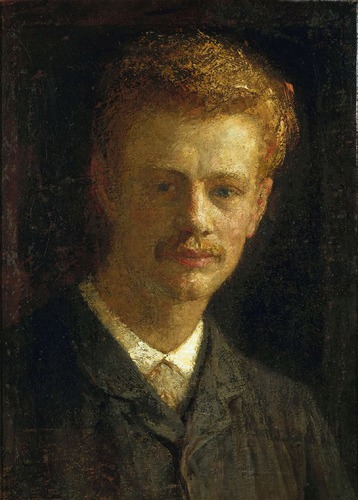
Portret door Jan Veth, 1887